# Orcera
Orcera ist ein südspanischer Ort und eine Gemeinde (municipio) mit insgesamt 1.717 Einwohnern (Stand: 2024) im Süden der Provinz Jaén in der autonomen Region Andalusien. Neben dem Hauptort Orcera besteht die Gemeinde aus den Ortschaften La Hueta, La Marañosa, Linarejos, Los Arroyos und Valdemarín.

## Lage
Orcera liegt in der Sierra de Segura gut 145 km (Fahrtstrecke) nordöstlich der Provinzhauptstadt Jaén in einer Höhe von ca. 795 m.
Das Klima im Winter ist gemäßigt, im Sommer dagegen warm bis heiß; die relativ geringen Niederschlagsmengen (ca. 602 mm/Jahr) fallen – mit Ausnahme der nahezu regenlosen Sommermonate – verteilt übers ganze Jahr.

## Bevölkerungsentwicklung
| Jahr      | 1970  | 1980  | 1990  | 2000  | 2010  | 2020  |
| --------- | ----- | ----- | ----- | ----- | ----- | ----- |
| Einwohner | 3.033 | 2.782 | 2.417 | 2.177 | 1.987 | 1.758 |

Der deutliche Bevölkerungsrückgang in der zweiten Hälfte des 20. Jahrhunderts ist im Wesentlichen auf die Mechanisierung der Landwirtschaft und den damit einhergehenden Verlust an Arbeitsplätzen zurückzuführen.

## Sehenswürdigkeiten
- Kirche Mariä Himmelfahrt (Iglesia de Nuestra Señora de la Asunción)
- Turm Santa Catalina

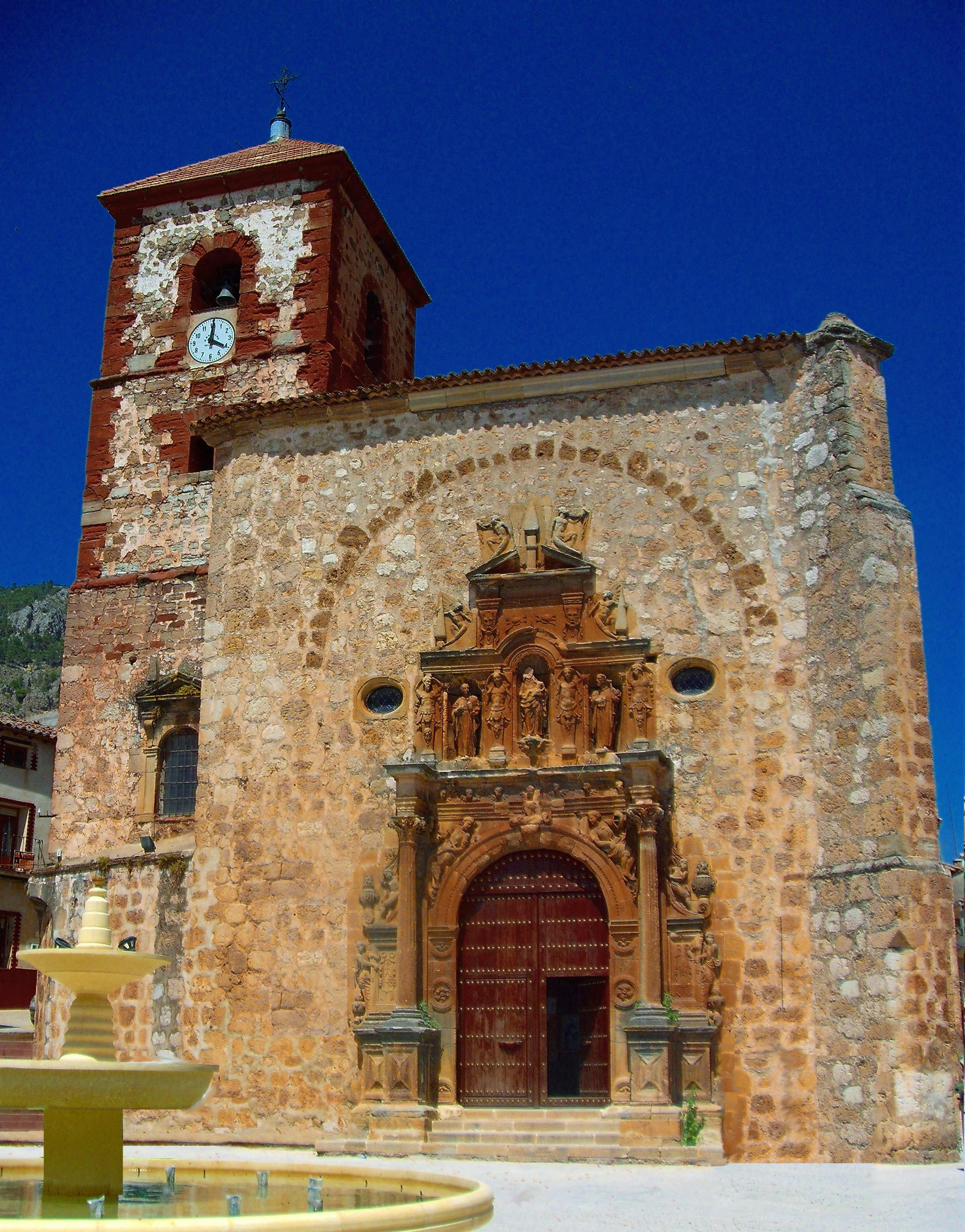
Kirche Mariä Himmelfahrt
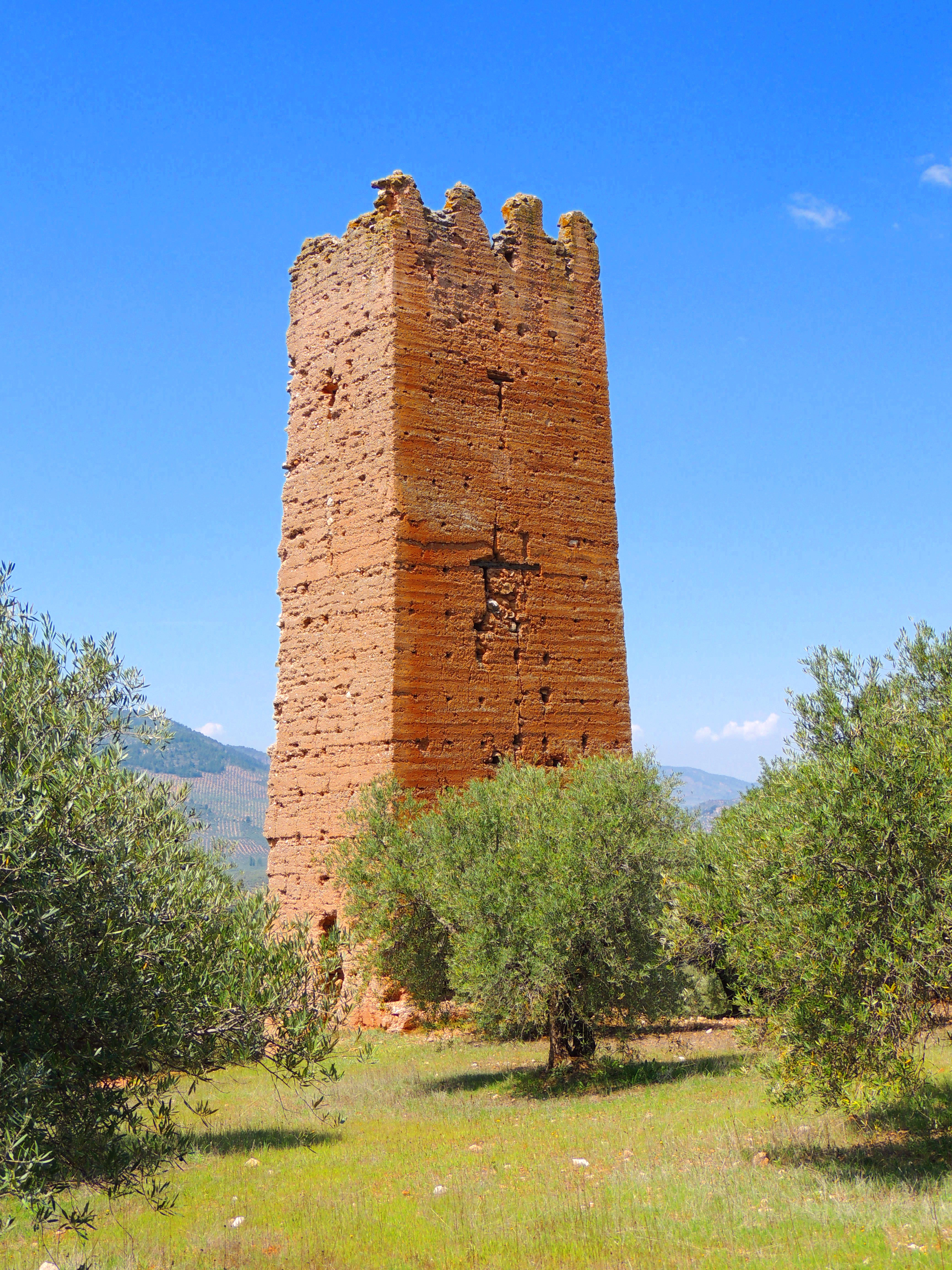
Turm Santa Catalina

## Persönlichkeiten
- José Fernández Ríos (* 1964), Bildhauer